# موزه ملی دانمارک
موزه ملی دانمارک (Nationalmuseet) در شهر کپنهاگ، بزرگ‌ترین موزهٔ تاریخ و فرهنگ این کشور است و به بررسی تاریخ فرهنگ‌های دانمارکی و سایر فرهنگ‌های جهان می‌پردازد. ساختمان اصلی موزه در فاصلهٔ کوتاهی از خیابان پر رفت و آمد استروگت (Strøget)، در مرکز شهر کپنهاگ قرار دارد.
مجموعه‌های موزه شامل اشیایی از سراسر جهان، از گرینلند تا آمریکای جنوبی می‌شود. علاوه بر این، موزه ملی دانمارک از مرکز تحقیقات گرینلند (SILA) حمایت می‌کند تا فعالیت‌های باستان‌شناسی و مردم‌شناسی در گرینلند را گسترش دهد.
این موزه تعهدات ملی متعددی دارد که به ویژه در حوزه‌های کلیدی زیر فعالیت می‌کند: باستان‌شناسی، مردم‌شناسی، سکه‌شناسی، قوم‌نگاری، علوم طبیعی، حفاظت، ارتباطات، و همچنین مدیریت فعالیت‌های مرتبط با آثار باستانی کلیساهای دانمارک و رسیدگی به (گنجینه‌های ملی دانمارک که موسوم است به «دانفائه» (Danefæ).

## نمایشگاه‌ها
موزه تاریخ ۱۴٬۰۰۰ ساله دانمارک را از طریق نمایش آثاری همچون شکارچیان گوزن شمالی عصر یخبندان، وایکینگ‌ها و آثار هنری مذهبی قرون وسطی – دوره‌ای که کلیسا نقش بسزایی در زندگی مردم دانمارک داشت – به تصویر می‌کشد. سکه‌های دانمارکی از دوران وایکینگ‌ها تا امروز، به همراه سکه‌های روم و یونان باستان و نمونه‌هایی از سکه‌ها و ارزهای دیگر فرهنگ‌ها نیز به نمایش گذاشته شده‌است.
موزه ملی، بزرگ‌ترین و متنوع‌ترین مجموعه اشیاء مربوط به فرهنگ‌های باستانی یونان و ایتالیا، خاور نزدیک و مصر را در دانمارک نگهداری می‌کند. برای مثال، این موزه مجموعه‌ای از اشیایی را در خود جای داده‌است که در جریان حفاری‌های دانمارکی در «تلِ شمشاره» عراق در سال ۱۹۵۷ به دست آمدند.
علاوه بر موارد مذکور، نمایشگاه‌هایی نیز با هدف نشان دادن این‌که مردم دانمارک چه کسانی هستند و بوده‌اند، روایت‌هایی از زندگی روزمره و مناسبت‌های خاص، داستان‌های مربوط به دولت و ملت دانمارک و مهم‌تر از همه، داستان‌های زندگی مردم مختلف در دانمارک از سال ۱۵۶۰ تا ۲۰۰۰ برپا می‌شود.
بخش تاریخ پیش از تمدن دانمارک پس از سال‌ها بازسازی، در ماه مه ۲۰۰۸ دوباره افتتاح شد.
در سال ۲۰۱۳، نمایشگاه بزرگی با موضوع وایکینگ‌ها توسط مارگرته دوم، ملکه دانمارک افتتاح شد. این نمایشگاه به موزه‌های دیگری از جمله موزه بریتانیا در لندن نیز سفر کرده‌است. 